# Pesantren (Wanayasa)
Pesantren is een bestuurslaag in het regentschap Banjarnegara van de provincie Midden-Java, Indonesië. Pesantren telt 2777 inwoners (volkstelling 2010).